# خوان پادی‌یا
خوان پادی‌یا (انگلیسی: Juan Padilla؛ زادهٔ ۱۶ سپتامبر ۱۹۶۵) بازیکن بیسبال اهل کوبا بود.